# Tai Tuisamoa
Pas d'image ? Cliquez ici

a Compétitions nationales et continentales officielles uniquement.

b Matchs officiels uniquement.
Dernière mise à jour le 31 août 2016.
Tai Tuisamoa, né le 28 août 1980 à San Diego (État de Californie, États-Unis), est un joueur international américain de rugby à XV évoluant au poste de deuxième ligne (1,96 m pour 123 kg). Il joue avec l'équipe des États-Unis depuis 2013 et au sein de la franchise des Breakers de San Diego en PRO Rugby depuis 2016.

## Carrière

### En club
- ????-2014 : OMBAC RFC
- 2014-2015 : London Scottish
- 2016 : Breakers de San Diego

### En équipe nationale
Il a obtenu sa première cape internationale le 23 novembre 2013 à l'occasion d'un match contre l'équipe de Russie à Barnet (Angleterre).

## Statistiques en équipe nationale
- 6 sélections (2 fois titulaire, 4 fois remplaçant)
- Sélections par année : 1 en 2013, 5 en 2014